# Walter Buch
Walter Buch (ur. 24 października 1883 w Bruchsal, zm. 12 września 1949 w Schondorf am Ammersee) – niemiecki prawnik i polityk, SS-Obergruppenführer, Reichsleiter, wczesny członek NSDAP i poseł do Reichstagu z jej ramienia, przewodniczący sądu partyjnego. Po wojnie skazany na więzienie i konfiskatę majątku, popełnił samobójstwo. Teść Martina Bormanna. Uczestnik I wojny światowej.

## Biografia
Był ojcem Gerdy Bormann, żony Martina Bormanna.
Wstąpił do NSDAP w 1922 roku (nr leg. NSDAP 7733) i przejął dowodzenie monachijskim oddziałem SA. Był posłem do Reichstagu w latach 1928–1945. 1 lipca 1933 roku wstąpił do SS (nr SS 81353). 27 listopada 1927 roku Buch został przewodniczącym Untersuchungs- und Schlichtungsausschuss (UschlA), sądu partyjnego NSDAP, od 1 stycznia działającego jako Oberstes Parteigericht der NSDAP (OPG, pol. Najwyższy Sąd Partyjny). Po nocy długich noży w 1934, gdy Adolf Hitler rozprawił się z opozycją wewnątrzpartyjną, pomagał w przeprowadzeniu czystek.
Po II wojnie światowej skazany na pobyt w obozie i przepadek mienia. Półtora miesiąca po zwolnieniu popełnił samobójstwo, przecinając tętnice w Schondorf am Ammersee, po czym wpadł do jeziora Ammersee.